# Trobiawaans
Trobiawaans is een dialect van het Basay, een Noordelijke taal gesproken op Taiwan. Het Trobiawaans wordt geschreven in het Latijnse alfabet.

## Classificatie
- Austronesische talen
  - Oost-Formosaanse talen
    - Noordelijke talen
      - Basay
        - Trobiawaans

Linaw-Qauqaul · Trobiawaans